# Deutsches Musikautomaten-Museum
Deutsches Musikautomaten-Museum is een museum in Bruchsal in de Duitse deelstaat Baden-Württemberg. Samen met het Museum der Stadt Bruchsal zetelt het in het corps de logis (middelste gebouw) van het Slot Bruchsal.

## Collectie
In het museum worden rond vijfhonderd stukken getoond die zijn verdeeld over drie verdiepingen. Te zien zijn onder meer draaiorgels, portatieven, orchestrions, muziekdozen en allerlei mechanische muziekinstrumenten variërend van automatische vleugels tot naaikistjes, kleerhaken, tabaksdoosjes en klokken.
De collectie toont oude apparaten uit de 17e tot en met de 19e eeuw en de technische overgang die het in de 20e eeuw maakte, met instrumenten als fonografen, jukeboxen, radio's, grammofoons en de laatste ontwikkelingen zoals de cd en mp3-speler.
De gevolgen vanuit sociaal en economisch perspectief worden belicht en er wordt ingegaan op het gebruik ervan, zoals in een café of bioscoop of in de huiskamer ter ontspanning, entertainment of als statussymbool. Door een druk op een knop kan het geluid van de verschillende apparaten beluisterd worden.

## Geschiedenis
Het museum werd in 1984 in het slot gestart als het Museum Mechanischer Musikinstrumente. De collectie was afkomstig van de verzamelaar Jan Brauers. In 2002 werd de verzameling aangevuld door middel van de aankoop van een deel van de verzameling van Jens Carlson. Het museum wijzigde in 2003 van naam naar Deutsches Musikautomaten-Museum. In de jaren erna werd de collectie verder uitgebreid, onder meer met hulp van aankopen van de deelstaat Baden-Württemberg. In 2014 werd het museum naar inhoud en vorm grondig gerenoveerd.

## Galerij

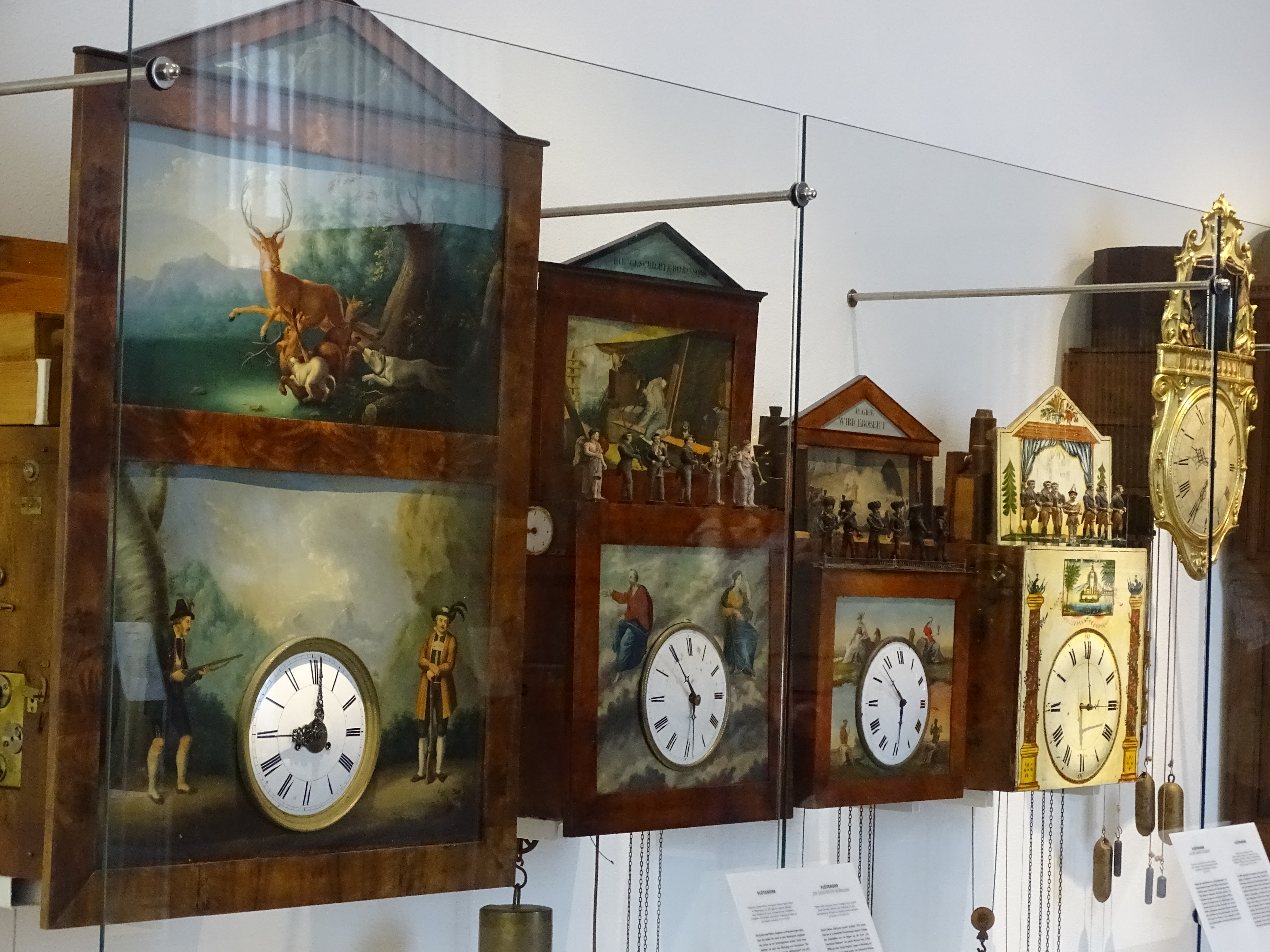
Uurwerken, 2015
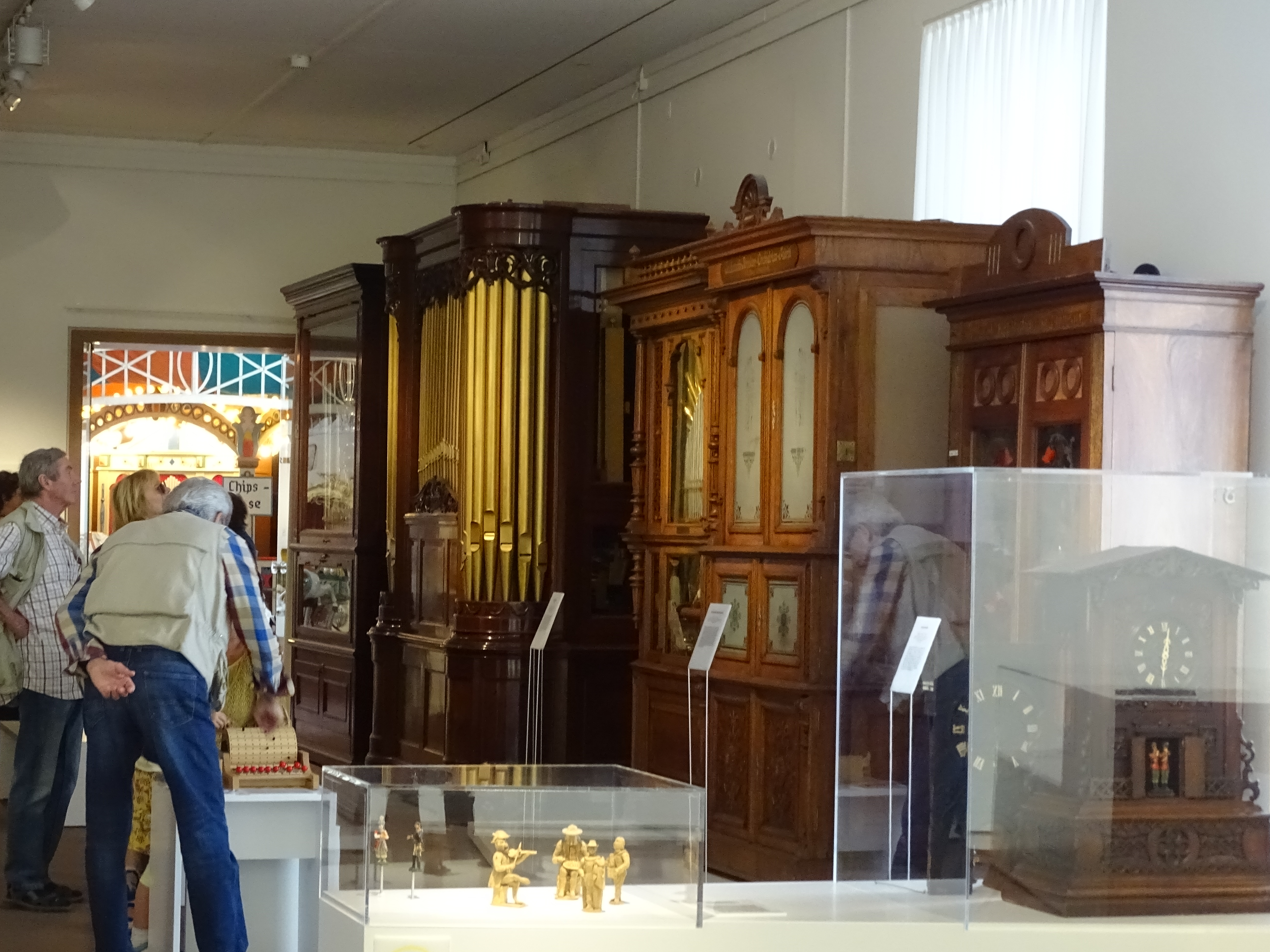
Toonzaal, 2015
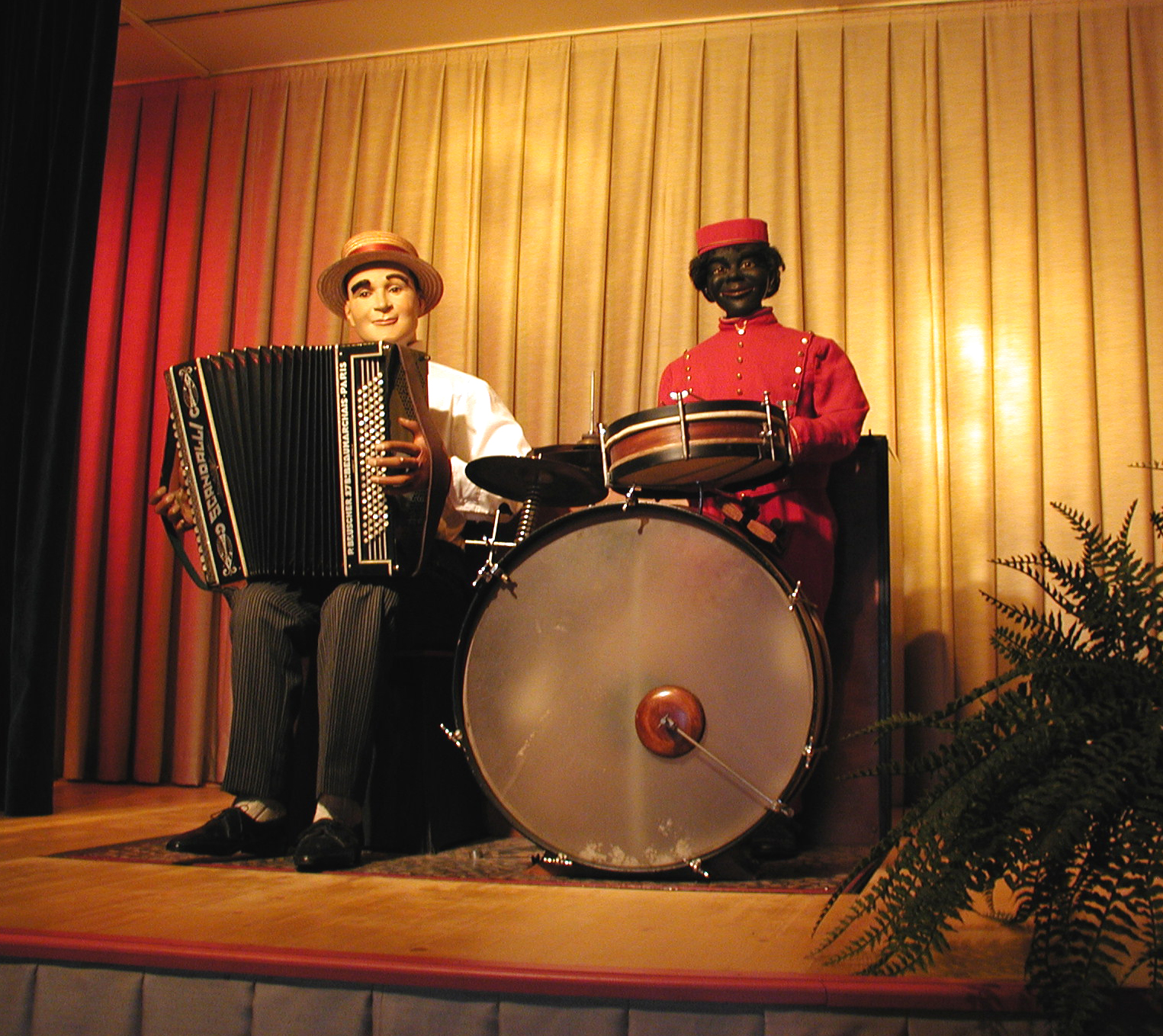
Muziekautomaat Tino, 2006